# Katta Oʻradaryo
Katta Oʻradaryo (uzb. cyr. Катта Ўрадарё; ros. Катта-Урадарья, Katta-Uradarja) – rzeka w południowo-wschodnim Uzbekistanie, w wilajecie kaszkadaryjskim. Jej długość wynosi 113 km, a dorzecze zajmuje powierzchnię 1410 km².
Wypływa u podnóży Gór Hisarskich i uchodzi do zbiornika Pachkamar, gdzie łączy się z rzeką Kichik Oʻradaryo, razem z którą tworzy rzekę Gʻuzordaryo. Jest wykorzystywana do nawadniania.